# 謝爾曼鎮區 (密歇根州伊莎貝拉縣)
謝爾曼鎮區（英語：Sherman Township）是位於美國密歇根州伊莎貝拉縣的一個行政鎮區。

## 地方資料
謝爾曼鎮區的面積為92.10平方千米，當中陸地面積為90.10平方千米，而水域面積為2.00平方千米。根據2020年美國人口普查的數據，當地共有人口3127人，而人口密度為每平方千米33.95人。